# ويليام د. كوشران
ويليام د. كوشران (بالإنجليزية: William D. Cochran)‏ هو شخصية أعمال أمريكي، ولد في 22 مارس 1894 في هوتون في الولايات المتحدة، وتوفي في 5 ديسمبر 1951.